# توليد هيدروجين بالكهرباء
توليد الهيدروجين بالكهرباء أو التحليل الكهربائي المحفز بيولوجيًا هو اسم يطلق على عملية توليد غاز الهيدروجين من المواد العضوية التي تحللت بفعل البكتيريا. وتستخدم هذه العملية خلية وقود معدلة لأنها تحتوي على مادة عضوية وماء. ثم نستخدم كمية صغيرة من الكهرباء تتراوح من 0.2 - 0.8 فولت ويتناول المقال الأصلي إمكانية تحقيق 288% من كفاءة الطاقة الإجمالية (يتم حساب هذا بالتناسب مع كمية الكهرباء المستخدمة، ويؤدي فاقد الحرارة إلى خفض الكفاءة الإجمالية). قدم هذا العمل شينغ ولوجان (Cheng and Logan)

## وصلات خارجية
- Biocatalyzed electrolysis[وصلة مكسورة]